# Α-Pinen
α-Pinen – organiczny związek chemiczny z grupy cyklicznych monoterpenów. Główny składnik terpentyny otrzymywanej z żywicy sosnowej. Stosowany jest w kosmetyce jako składnik perfum oraz jako surowiec do otrzymywania innych środków zapachowych, np. α-terpineolu, limonenu lub bergaptolu.
Główne reakcje z udziałem α-pinenu:

## Izomery
α-Pinen ma dwa enancjomery, (+)-(1R,5R)-α-pinen oraz (−)-(1S,5S)-α-pinen, obydwa występują w naturze w olejkach eterycznych wielu roślin, głównie iglastych.
Znanych jest też kilka izomerów konstytucyjnych pinenu, różniących się między sobą położeniem wiązania podwójnego. Każdy z nich ma dwa enancjomery, oznaczane zwyczajowo (+) i (−).
| Nazwa             | (+)-α-Pinen                      | (−)-α-Pinen                      | (+)-β-pinen                           | (−)-β-Pinen                           | (+)-cis-δ-Pinen | (−)-cis-δ-Pinen |
| Wzór strukturalny | Struktur von (+)-α-Pinen         | Struktur von (−)-α-Pinen         | Struktur von (+)-β-Pinen              | Struktur von (−)-β-Pinen              | (+)-cis-δ-Pinen | (−)-cis-δ-Pinen |
| Numer CAS         | 7785-70-8                        | 7785-26-4                        | 127-91-3                              | 18172-67-3                            |                 |                 |
| Numer CAS         | 80-56-8 (stereochemia pominięta) | 80-56-8 (stereochemia pominięta) | 19902-08-0 (stereochemia pominięta)\| | 19902-08-0 (stereochemia pominięta)\| |                 |                 |
| PubChem           | 82227                            | 440968                           | 10290825                              | 440967                                |                 | 12314302        |